# Етнохімія
Етнохімія — це дослідження хімічних ідей, які зустрічаються в будь-якій культурі, де зберігається цінування культурної спадщини. У західноафриканській країні Гана прикладом цього є виробники бісеру, які не пояснюють, що вони роблять, сучасними хімічними термінами, хоча вони пояснюють процес у власний художній спосіб. Подібною концепцією є етноматематика. Ахор та ін. дійшли висновку, що застосування етноматематики в класі позитивно впливає на успішність учнів і збереження знань, це також може допомогти усвідомити учням роль, яку хімія відіграє в їхньому повсякденному житті.